# Великосорочинский сельский совет (Миргородский район)
Великосорочинский сельский совет (укр. Великосорочинська сільська рада) входит в состав
Миргородского района
Полтавской области
Украины.
Административный центр сельского совета находится в 
с. Великие Сорочинцы.

## Населённые пункты совета
- с. Великие Сорочинцы

## Ликвидированные населённые пункты совета
- с. Малый Байрак